# Hnízdní parazitismus

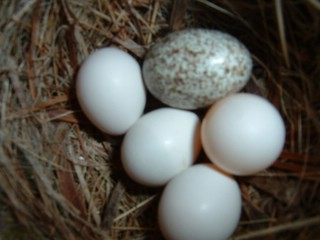
Vejce vlhovce hnědohlavého (Molothrus ater) v hnízdě tyranovce domácího (Sayornis phoebe).

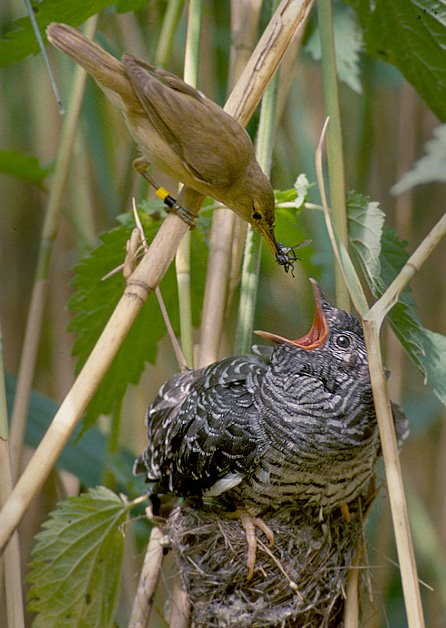
Mládě kukačky obecné krmené rákosníkem

Hnízdní parazitismus je termín popisující rozmnožovací strategii některých ptáků, ryb a hmyzu, která spočívá v kladení vajec do cizích hnízd a přenechání péče o mláďata jeho majitelům. Toto chování je v různé míře známo asi u 1 % ptačích druhů.

## Dělení hnízdního parazitismu
Hnízdní parazitismus se dělí do několika kategorií[zdroj?]

### Příležitostný (fakultativní) hnízdní parazitismus
spočívá v příležitostném nakladení vajec do hnízda vlastního nebo příbuzného druhu a je pozorován u řady druhů, např. u špačka obecného, sýkořice vousaté, vlaštovky obecné, některých kachen atd.)

### Pravý (obligátní) hnízdní parazitismus
spočívá v systematickém kladení vajec do hnízd jiného druhu nebo druhů (druh sám o vejce nikdy nepečuje). Tato strategie je běžná u kukaček (takto parazituje téměř polovina ze 130 známých druhů) a dalších druhů (medozvěstky čeledi indicatoridae, snovač kukaččí, vdovky rodu vidua, kachna kukaččí, peřovec kukaččí, zlatěnky rodu chrysis a další).
V některých případech je pravý hnízdní parazitismus rozšířen o schopnost mláděte zabít všechna mláďata náhradních rodičů (kukačka obecná, medozvěstky čeledi Indicatoridae), v jiných pak se parazitující druh spokojí s tím, že jeho mláďata jsou k nerozeznání podobná mláďatům hostitele (vdovky rodu Vidua). Často jsou ale nějak zvýhodněna, třeba tím, že se klubou dříve a mají tím pádem šanci dříve zesílit a tudíž získat více potravy, nebo mají výrazněji zbarvený vnitřek zobáku a nápadnější hlas, což má týž účinek (některé kukačky). Vyskytují se i další modifikace – časté je značné přizpůsobení velikosti a zbarvení vajec (kvůli jejich nenápadnosti a často i dimenzím hnízda) a větší ovládání procesu kladení vajec (nutné k jeho správnému načasování). U některých druhů existují populace (resp. poddruhy) s rozdílnou specializací a tudíž i odlišnostmi v příslušných adaptacích (kukačka obecná).

### Vnitrodruhový hnízdní parazitismus
též intraspecifický - častý v případě příležitostného hnízdního parazitismu.

### Mezidruhový hnízdní parazitizmus
též interspecifický - méně častý u příležitostného a výlučný u pravého hnízdního parazitismu).

## Reakce hostitelů hnízdních parazitů
Některé druhy, které jsou častou obětí hnízdního parazitismu, si vyvinuly různé strategie, jak se mu bránit. Některé mají např. určitou schopnost rozpoznat přidané vejce a vyhodí ho z hnízda. Další se brání tak, že pokud se vrátí ke snůšce, kterou nechaly bez dozoru, a zaregistrují parazitický druh, snůšku jednoduše opustí. Příkladem je modropláštník nádherný, jenž nevylíhlá mláďata v době inkubace učí specifické melodii, kterou parazitické druhy nejsou schopny reprodukovat.